# Hrvatska ženska reprezentacija u rukometu na pijesku
Hrvatska ženska reprezentacija u rukometu na pijesku predstavlja Hrvatsku u športu rukometu na pijesku.
Krovna organizacija za ovu reprezentaciju je Hrvatski rukometni savez.

## Sudjelovanja na velikim natjecanjima
- SP 2004.: 4.
- SP 2006.: 6.
- SP 2008.: prvakinje
- SP 2010.: 6.
- SP 2012.: 5.
- SP 2024 .: 7.

## Sastavi osvajačica odličja
- SP 2008.:

Starček, Majer, Lovrić, Šamarinec, Bazzeo, Bukovina, Vidović, Botica, Ačkar, Daskijevič. 

Trenerica: Tea Brezić